# Garrett Brown
Garrett Brown, född 1942, är personen och uppfinnaren bakom Steadicam, Flycam, Divecam, Gocam, Mobycam, Skycam och Superflycam. Brown har fått en Oscar för sin konstruktion av Steadicam. Filmen Rocky från 1976 var en av de första långfilmerna som använde Steadicam.